# حفش متوسط
حفش متوسط أو حَفْش المتوسط (الاسم العلمي Acipenser sturio)، نوع من فصيلة الحفش أعطانه البحر الأبيض المتوسط
والأنهار التي تصب فيه. جثته تطول من 5 إلى 6 أمتار، ويستخرج من مثانته غراء السمك المشهور (كافيار).